# 668 (numero)
Seicentosessantotto è il numero naturale dopo il 667 e prima del 669.

## Proprietà matematiche
- È un numero pari.
- È un numero composto con 6 divisori: 1, 2, 4, 167, 334, 668. Poiché la somma dei suoi divisori (escluso il numero stesso) è 508 < 668 è un numero difettivo.
- È un numero nontotiente.
- È un numero palindromo nel sistema di numerazione posizionale a base 18 (212) e in quello a base 23 (161).
- È parte delle terne pitagoriche (501, 668, 835) , (668, 27885, 27893) , (668, 55776, 55780) , (668, 111555, 111557).
- È un numero intoccabile.
- È un numero di Ulam.
- È un numero congruente.

## Astronomia
- 668 Dora è un asteroide della fascia principale del sistema solare.
- NGC 668 è una galassia spirale della costellazione di Triangolo.

## Astronautica
- Cosmos 668 è un satellite artificiale russo.

## Altri ambiti
- Le automotrici ALn 668 sono un gruppo di veicoli ferroviari leggeri costruiti tra il 1956 e il 1983 per le Ferrovie dello Stato e per diverse ferrovie in concessione italiane.